# Henryk Padeluche
Henryk (niem. Heinrich) Padeluche – zasadźca Kętrzyna i Sępopola. 

## Życiorys
Nieznane są daty jego urodzin i śmierci. Pochodził z Ełdyt Wielkich, gdzie jego rodzina weszła w posiadanie majątku ziemskiego poprzez związek małżeński. Znane fakty z życia Henryka Padeluche:
- 1 stycznia 1351 był zasadźcą Sępopola.
- 11 listopada 1357 był zasadźcą Kętrzyna.
- W 1388 pozbył się majątku w Ełdytach Wielkich.